# Борисов, Трофим Михайлович
Трофи́м Миха́йлович Бори́сов (1882, Гурьев, Уральская область, Российская империя — 15 сентября 1941, Ташкент, Узбекская ССР, СССР) — русский советский прозаик, писал о природе Дальнего Востока.

## Биография
Родился в семье рыбака, был солдатом на русско-японской войне, побывал в плену. После возвращения из плена в январе 1906 года вместе с отцом работал икрянщиком в селе Алеевка (мыс Пронге). После революции стал председателем треста «Дальрыба» (1922), занимал ряд небольших постов в учреждениях рыбной промышленности, с 1930 года работал в Дальневосточном университете, с 1935 года был научным сотрудником Дальневосточного научно-исследовательского института рыбоводства и океанографии. Был связан личной дружбой с В. К. Арсеньевым, являясь его непосредственным начальником во время работы Арсеньева на должности старшего инспектора рыболовства. В 1939 году в связи с переводом университета в Томск переехал туда, а затем в Ташкент. Умер от рака.
Кроме известных специальных работ по рыболовству, Борисов писал также художественно-документальную прозу. С Арсеньевым Борисова роднят любовь к дальневосточной природе и умение запечатлеть увиденное и пережитое замечательным русским языком. В 1928 году повесть Борисова «Тайна маленькой речки» обратила на себя внимание М. Горького. Многие свои книги, посвященные Амуру и Камчатке, Борисов написал в последние годы жизни.

## Сочинения
- Тайна маленькой речки, 1927
- По широким плесам Амура, 1938
- На берегах Камчатки, 1939
- Сын орла, 1939
- Портартурцы, 1940—1942